# Berta Prieto Carrasco
Berta Prieto Carrasco   (Barcelona, 1998) és una actriu, dramaturga, guionista i directora catalana coneguda per ser co-creadora i protagonista (juntament amb Belén Barenys) de la sèrie Autodefensa.

## Biografia
Berta Prieto va néixer a Barcelona i encara que va viure a Cornellà del Llobregat, va passar tota la seva infància i adolescència a Celrà. Es va formar com a actriu en diferents escoles d'interpretació com El Col·legi de Teatre (Barcelona), El Galliner (Girona), o L'Estudi Laura Jou (Barcelona) i va estudiar humanitats en la UOC (Universitat Oberta de Catalunya).
L'any 2017 va crear, juntament amb Lola Rosales, la companyia de teatre anomenada Les Chatis de Montalbán i es van estrenar amb "El Chinabum" (2019, dirigida per Paula Ribó) en els teatres La Gleva (Barcelona),  El Teatre del Barri de Madrid (Madrid) i en el festival de Temporada Alta (Girona). El 2019, va presentar el seu segon espectacle de creació pròpia "FUCK YOU MODERN FAMILY (o tot sobre la meva àvia)". Dirigit per Anna Serrano i coproduït per Sala Beckett i Bitò Produccions.
L'any 2022 es va donar a conèixer per la sèrie Autodefensa, en la que va participar com a co-creadora (al costat de Belén Barenys i Miguel Ángel Blanca) i protagonista, paper pel amb el qual va rebre dues nominacions als Premis Feroz en les categories de “Millor guió de sèrie” i “Millor sèrie de comèdia” entre d'altres.
Durant l'any 2023 va dirigir El Chinabum Remix, en el teatre La Gleva (Barcelona), una adaptació de l'obra original estrenada el 2019. Després, va ser companyia resident a la Sala Beckett al costat de Lola Rosales amb el seu tercer espectacle, "Derecho a pataleta", en el qual participa com a dramaturga, directora i actriu, que s'estrena a finals d'abril del 2023.
L'any 2024, dirigeix una nova obra de teatre, escrita per ella (i on no actua), titulada "Del fandom al troleig, Una sàtira del bla-bla-bla", íntegrament en català. L'obra es defineix com "una sàtira sobre l'overthinking de la Generació Z". Les protagonistes de la seva nova obra són Belén Barenys, Roser Dresaire, Judit Martín, Irene Moray i Laura Roig.

## Filmografia

### Sèries
| Any  | Títol       | Personatge | Cadena |
| ---- | ----------- | ---------- | ------ |
| 2022 | Autodefensa | Berta      | Filmin |

| Any  | Títol                                             | Personatge               | Teatre                                                  |
| ---- | ------------------------------------------------- | ------------------------ | ------------------------------------------------------- |
| 2019 | El Chinabum                                       | Sara                     | La Gleva, El teatre del Barri de Madrid, Temporada Alta |
| 2019 | FUCK YOU MODERN FAMILY (o tot sobre la meva àvia) | Berta                    | Sala Beckett                                            |
| 2023 | Dret a rebequeria                                 | Berta                    | Sala Beckett                                            |
| 2024 | Del fandom al troleig, Una sàtira del bla-bla-bla | Directora, no personatge | Sala Beckett                                            |

## Premis i nominacions
Premis Feroç
| Any  | Categoria               | Sèrie       | Resultat | Ref.  |
| ---- | ----------------------- | ----------- | -------- | ----- |
| 2023 | Millor guió de sèrie    | Autodefensa | Nominada | [ 3 ] |
| 2023 | Millor sèrie de comèdia | Autodefensa | Nominada | [ 3 ] |